# О̂
Cette page contient des caractères spéciaux ou non latins. S’ils s’affichent mal (▯, ?, etc.), consultez la page d’aide Unicode.
Ne doit pas être confondu avec la lettre latine o accent circonflexe Ô.
Le o accent circonflexe (capitale О̂, minuscule о̂) est une lettre de l’alphabet cyrillique utilisée en énètse des forêts ou en oudihé. Elle est composée d’un О avec un accent circonflexe.

## Utilisations
La lettre cyrillique o accent circonflexe ‹ о̂ › a été utilisée dans l’écriture du lituanien, notamment dans l’orthographe de Mikuckis, dans l’écriture du letton, et dans l’écriture du polonais, après la défaite de l’Insurrection de Janvier 1863 et l’interdiction de publier avec les lettres latines dans les documents officiels de 1864 à 1904.
La lettre cyrillique o accent circonflexe ‹ о̂ › a été utilisée dans l’orthographe ukrainienne maximovitchivka (uk) proposée par Mikhaïl Maximovitch en 1827.
Cette lettre a été utilisée dans l’écriture du mari dans une grammaire de 1837.
En polonais écrit avec l’alphabet cyrillique au XIXe siècle, l’adaptation de l’écriture civile a utilisé le o accent circonflexe ‹ о̂ › comme équivalent au ‹ ó ›.

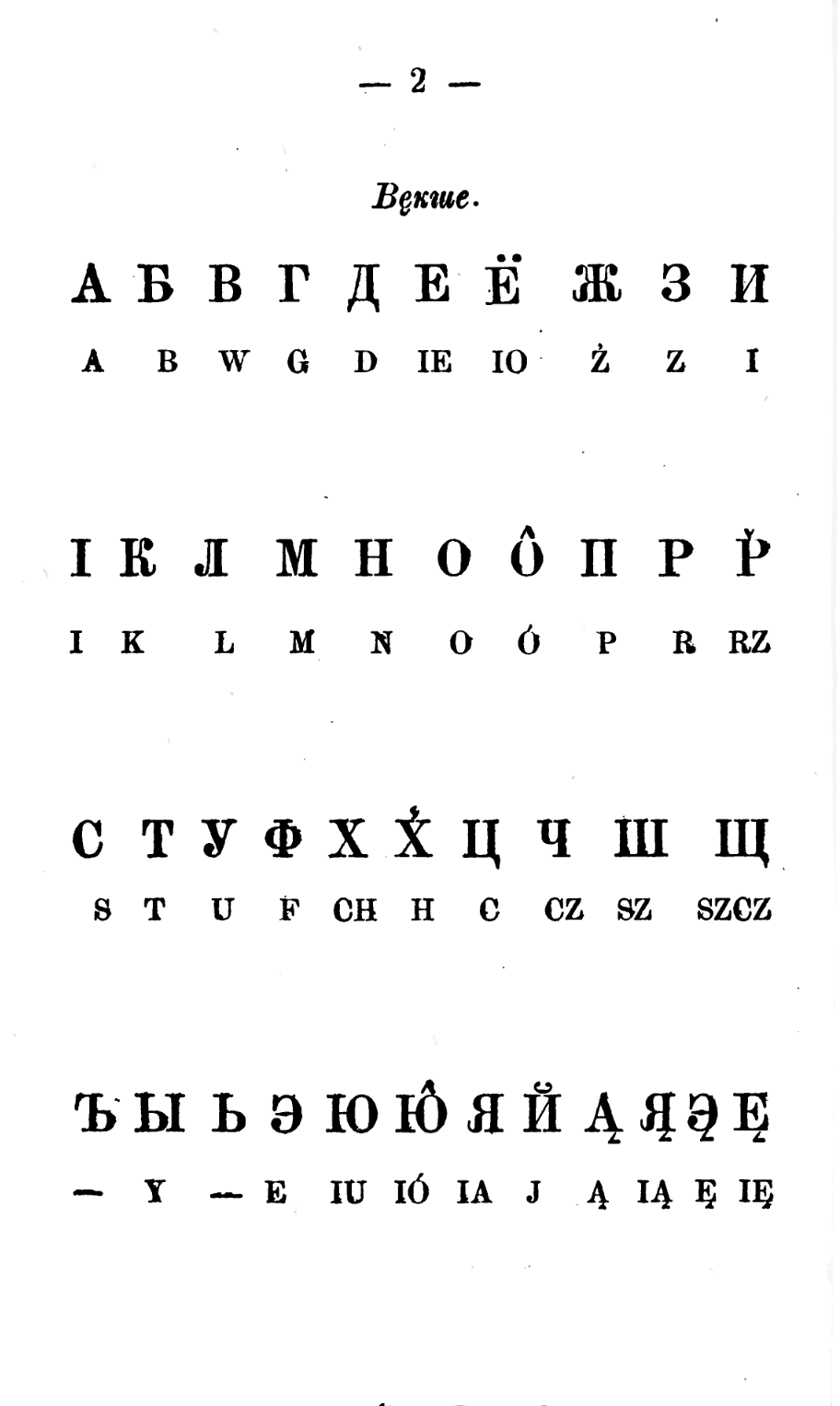
Alphabet polonais cyrillique en 1865.

Le о̂ est utilisé dans l’écriture de l’énètse des forêts.

## Représentation informatique
Le o accent circonflexe peut être représenté avec les caractères Unicode suivants (cyrillique, diacritiques) :
| formes    | représentations | chaînes de caractères | points de code | descriptions                                                 |
| --------- | --------------- | --------------------- | -------------- | ------------------------------------------------------------ |
| capitale  | О̂               | О◌̂                    | U+041E U+0302  | lettre majuscule cyrillique o diacritique accent circonflexe |
| minuscule | о̂               | о◌̂                    | U+043E U+0302  | lettre minuscule cyrillique o diacritique accent circonflexe |